# 戎橋

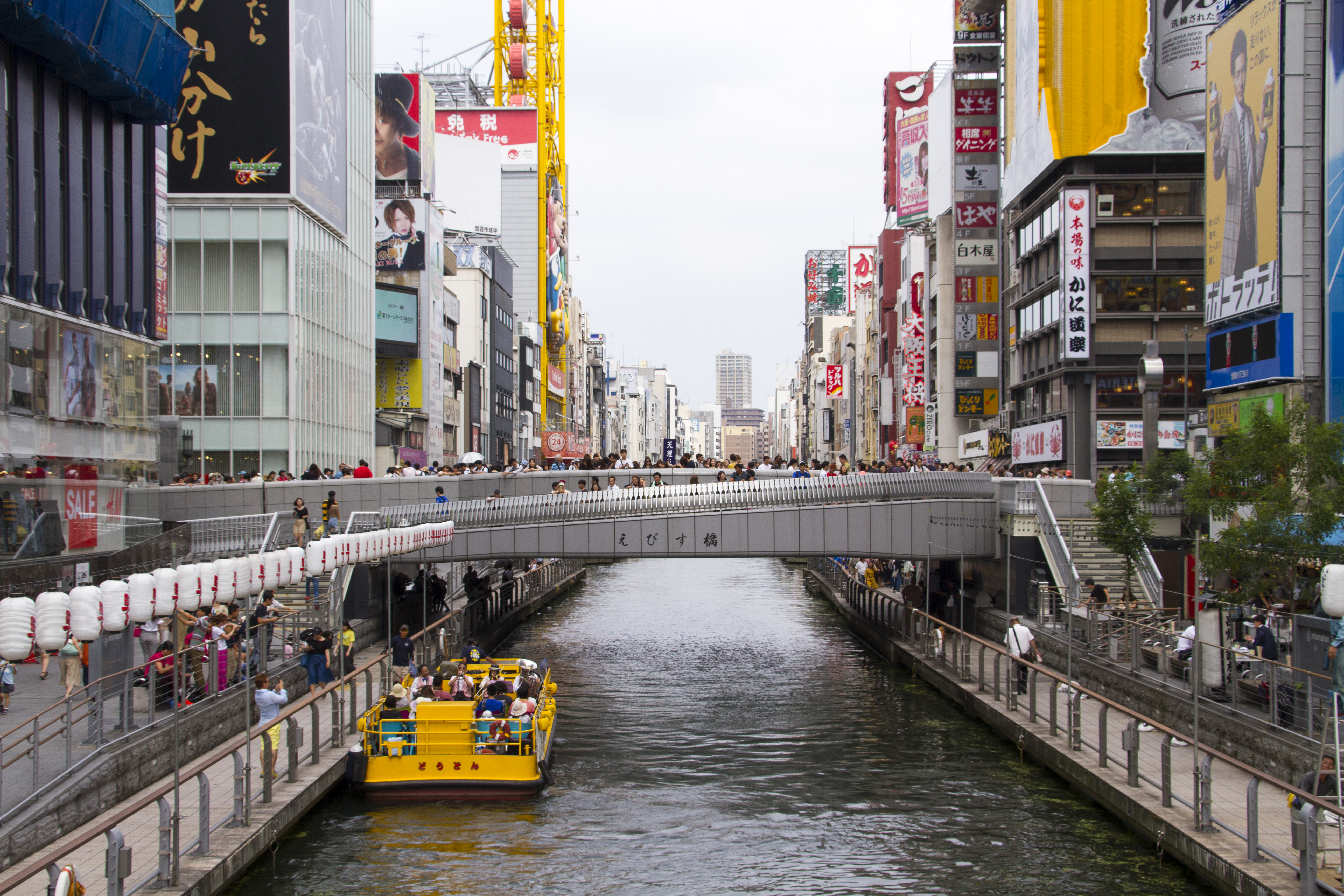
戎橋（2017年）

戎橋（えびすばし）は、大阪市中央区の道頓堀川に架かる長さ26mの橋。現在の橋の橋梁部は2007年（平成19年）に完成した。鴻池組施工。
大阪ミナミの繁華街の中心に位置する。北詰は心斎橋筋の南端で心斎橋筋商店街が長堀通まで、南詰は戎橋筋の北端で戎橋筋商店街が南海難波駅前まで伸び、人通りが多い。とりわけ南西袂にあるグリコサインは有名で観光スポットにもなっている。

## 歴史
「戎橋」の名前の由来には、

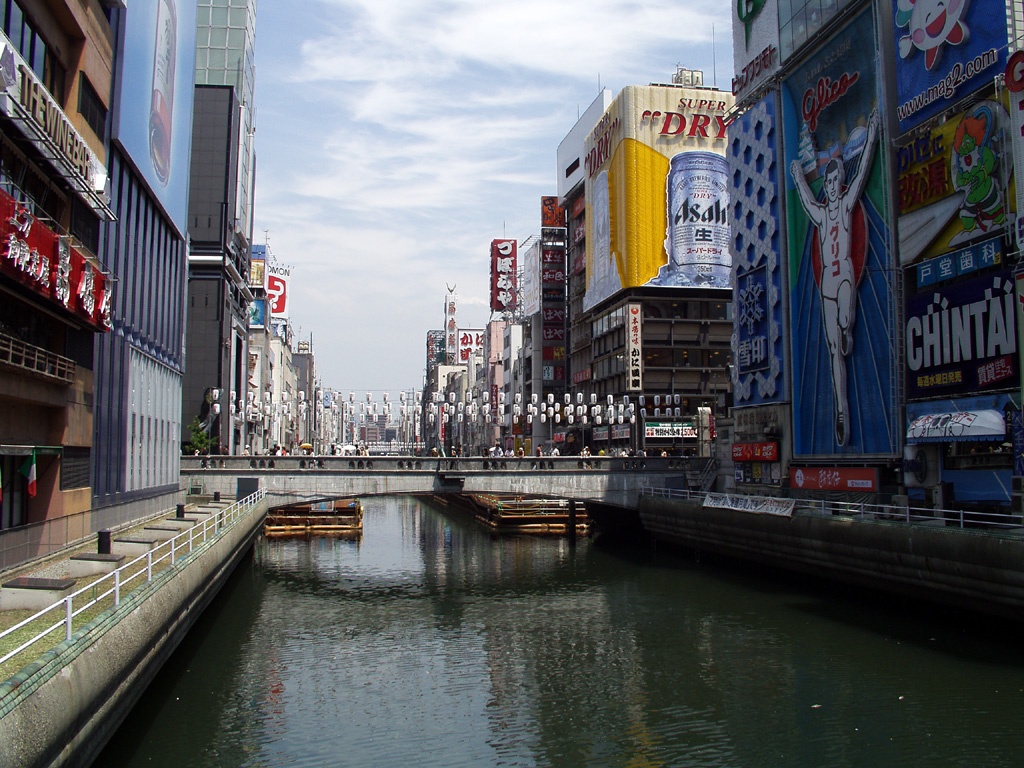
道頓堀（2003年）
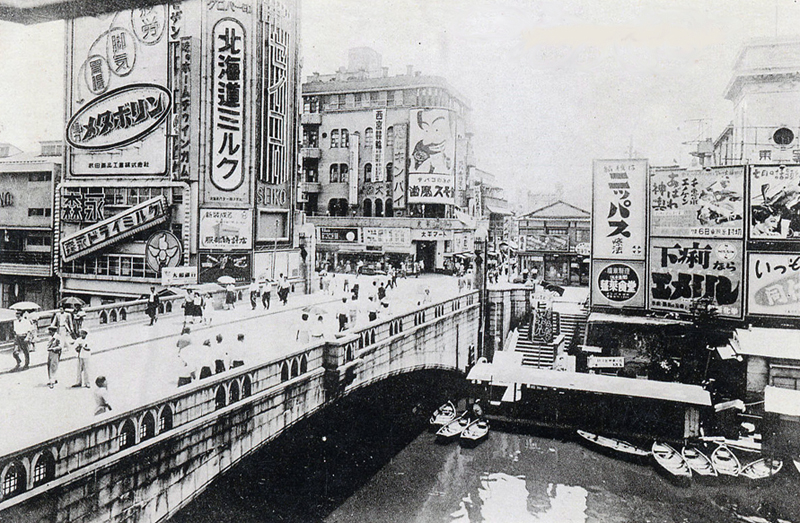
戎橋（1951年）

1. 今宮戎神社にお参りする参道であったことから（松川半山『浪華の賑ひ』（安政2年）などの説）[4]。
2. 西宮神社の社札が配られたことから（暁鐘成『摂津名所図会大成』の説）[4]。

という2つの説があるが、通常は1つ目の説が有力視されている。
戎橋は1615年（元和元年）の道頓堀川開削とともに木橋として架橋されたという。戎橋は公儀橋ではなく町人が管理する町橋で、明治時代に鉄橋が完成するまでに13回の修理や架け替えが行われたという。戎橋南詰には人形浄瑠璃の芝居小屋「竹本座」（のちに退転し歌舞伎の浪花座となる）があり、浄瑠璃の全盛期には「操橋（あやつり橋）」の異名もあった。1867年（慶応3年）には幕府が外国人への蔑称に当たるとして「戎」の字の使用を禁じ「永成橋」と改名したが定着せず、1870年（明治3年）に「戎橋」に戻された。
1878年（明治11年）には鉄橋（長さ39.8m、幅7.8m）に架け替えられた。明治20年代に出版された『大阪案内』では、北詰に丸万北店の煙突があり、南詰に人力車の寄せ場や交番、「いろは茶屋」と呼ばれた芝居茶屋街が描かれている。
1925年（大正14年）に第1次都市計画事業による耐震対策事業によって鉄骨鉄筋コンクリート橋（長さ37m、幅11m）に架け替えられた。道頓堀川を一跨ぎするアーチ構造、青銅製の格子を取り付けた「三連窓」の壁高欄などが特徴のモダニズム様式の橋であった。
昭和に入り、戎橋周辺のビルでは1928年（昭和3年）頃には着色電球が多く使用されていたが、1935年（昭和10年）頃にはネオン管が普及した。しかし、戦時下になり1939年（昭和14年）にはネオン管等の使用が禁止された。大阪大空襲で周辺は大きな被害を受けたが、戎橋は石橋だったため焼失を免れた。
地元のプロ野球チームである阪神タイガース（セントラル・リーグ）の優勝時やサッカーワールドカップ開催時などには数千人もの人々が橋上で夜を徹する光景が見られた。戎橋から道頓堀川への飛び込みは1985年の阪神優勝時に始まったとされ、同年と2003年の阪神タイガース優勝時、2001年の大阪近鉄バファローズ優勝時、2002年の日韓W杯での日本代表勝利時・決勝トーナメント進出時（試合が長居スタジアムだった）にはこの橋から道頓堀川に飛び込む若者が相次いだ。しかし橋の欄干から水面までの高さは約6メートル、水深は約3.5メートルで、着水時の衝撃で怪我をしたり溺れたりする危険性、岸から遊歩道へ這い上がることが困難であること、水質の汚さ（2007年8月時点で、国の環境基準で水浴に利用できるとされる100 mlあたりの大腸菌数1000 MPNを大きく上回る2400 - 7900 MPNの大腸菌が検出された）、水底のヘドロ、川の中に捨てられた自転車で怪我をする危険性などが指摘されており、2003年の阪神優勝時には飛び込みによる死亡事故が起きている。これを受けて2005年の阪神優勝時には飛び込み防止用のフェンスが設置されたが、同年や2023年の阪神優勝時にもフェンスや警備の警察官たちの存在にも構わず飛び込んだファンが複数いた。このように地元のプロ野球チームが優勝した際に繁華街の橋から川に飛び込む事例としては、中日ドラゴンズのセ・リーグ優勝時に納屋橋（愛知県名古屋市）から堀川へ飛び込んだ中日ファンの例、福岡ソフトバンクホークスのパシフィック・リーグ優勝時に福博であい橋（福岡県福岡市）から那珂川へ飛び込んだホークスファンの例などが見られるが、これらの川も道頓堀川と同様に水質の汚さ、水深の浅さ、水中の廃棄物の存在などから飛び込みは危険であることが指摘されている。また横浜ベイスターズが38年ぶりにセ・リーグ優勝を達成した1998年10月には、横浜駅近くの新田間川に飛び込んだファンが死亡するという事故も発生している。
大正時代に造られた鉄骨鉄筋コンクリートの橋も架橋から80年が経過してアーチクラウン部の沈下やコンクリート床板のひび割れ等の主構造の老朽化が進行。橋の老朽化および飛び込みに対する対策などを理由に、架け替えが行われることになり、2003年に公募が行われ、最優秀作品を基に、2007年（平成19年）に現在の橋に架け替えられた。河岸のとんぼりリバーウォークへ降りるスロープが設置され、橋下には御影石と青銅を用いた先代橋の三連窓壁高欄が取り入れられている。また、橋上の中央部は円形の広場になっている。
しかし、架け替えた後も、架け替える前と同様、阪神タイガースやサッカー日本代表が重要な勝利をあげた時や年末年始のカウントダウン、ハロウィンなどに道頓堀川に飛び込む事例が続いている。2014年末から2015年始めの年末年始のカウントダウン飛び込みで韓国人の旅行者による死亡事故が起きたが、これは戎橋ではなく西隣の道頓堀橋から飛び込んだことによるものである。
なお、大阪市外など一部の人々の間には「戎橋」が「心斎橋」だと誤解している人もいるが、これは誤りである。
先代橋時代にはナンパスポットとしても有名だったことから、「ナンパ橋」「ひっかけ橋」という異名がある。

## 戎橋付近のランドマーク

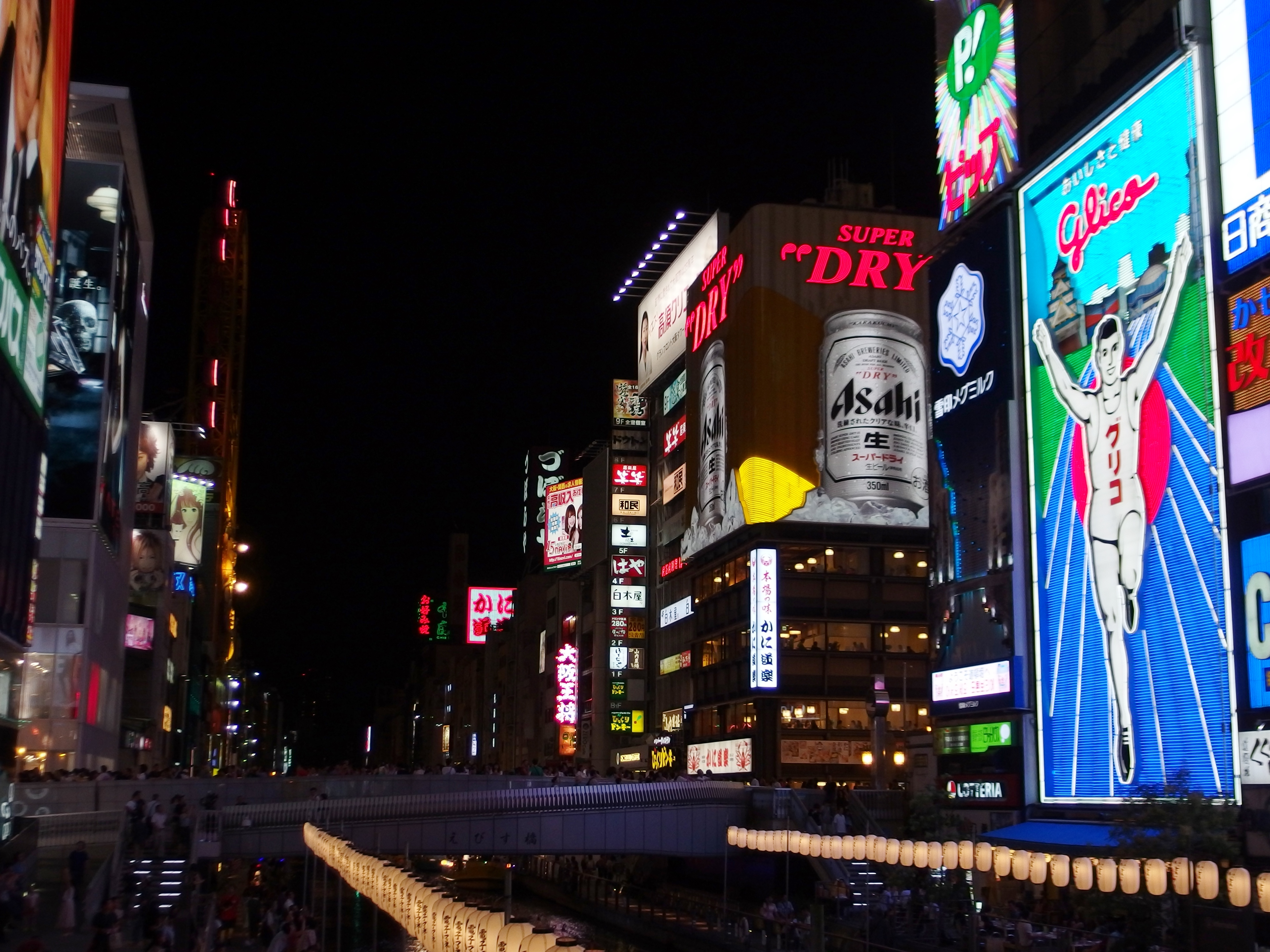
グリコサイン
  - グリコランナーが描かれている巨大看板として知られる。1935年（昭和10年）に設置され、現在は6代目（2014年10月設置）。
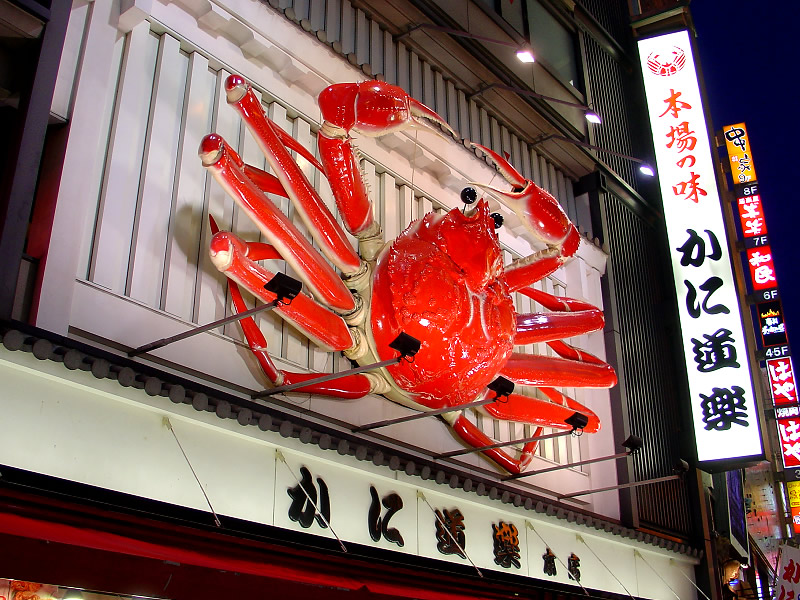
かに道楽
  - 阪神優勝時にはカニが破壊されることがあるが現在はガードされている。
- 大阪松竹座
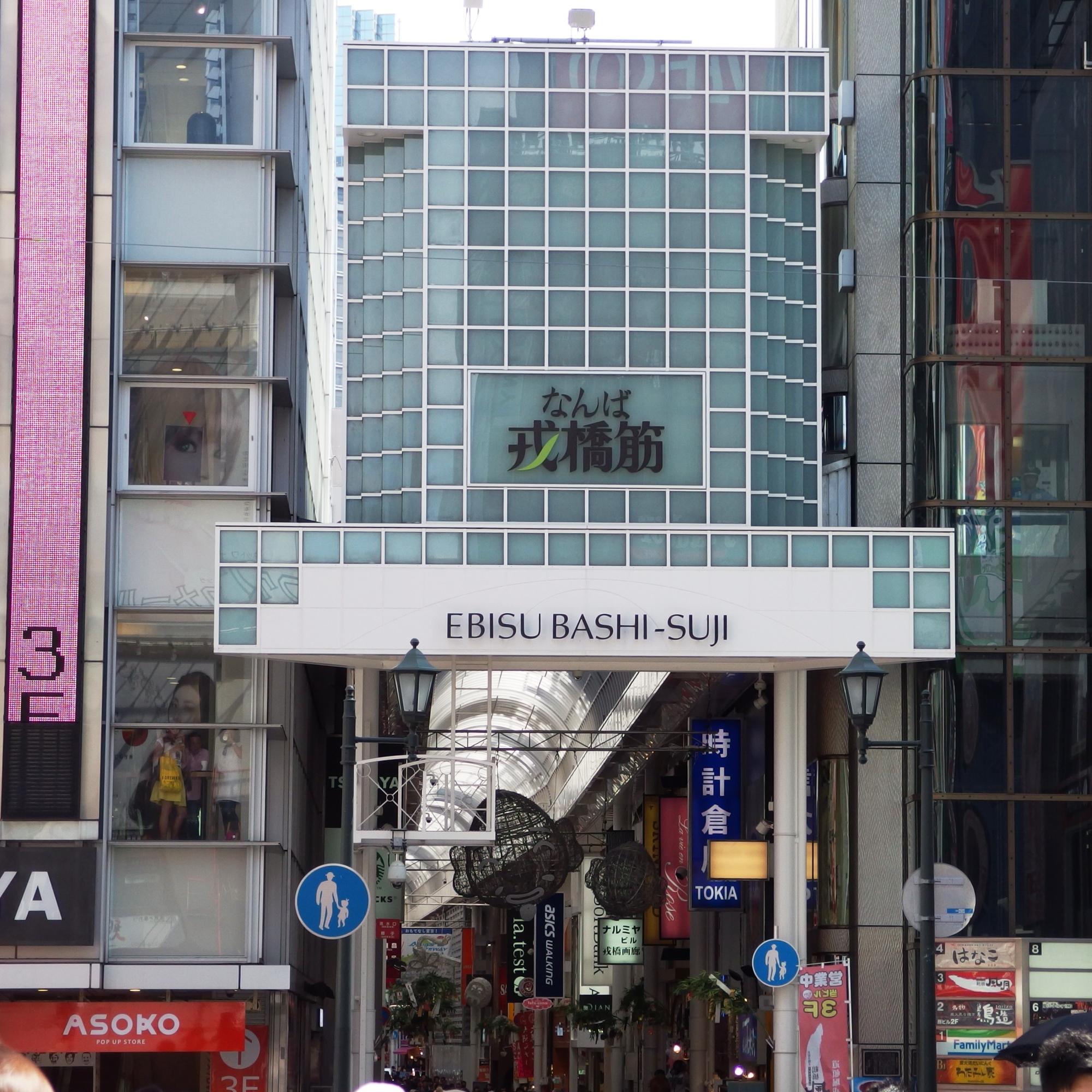
デカ戎橋ビル（旧住友商事心斎橋ビル）

## アクセス
- Osaka Metro御堂筋線
  - なんば駅・心斎橋駅
- 近畿日本鉄道・阪神電気鉄道
  - 大阪難波駅
- 南海電気鉄道
  - なんば駅
- 西日本旅客鉄道（JR西日本）
  - JR難波駅
- 大阪シティバス
  - 「戎橋」バス停（60号系統・73号系統〔また、平成29年4月1日から75号系統も停車〕）

## ネオンサイン
グリコを除く、過去を含む
- 雪印メグミルク（旧：雪印乳業・クロバー乳業）
- アサヒビール
- カルビー
- 東芝
- 改源
- プロミス
- 近畿コカ・コーラボトリング
- シチズン時計
- ピップフジモト
- 日商エステム
- タマホーム
- ほのぼのレイク
- ツーカーホン関西
- アートネイチャー
- アパマンショップ
- まぐまぐ
- CHINTAI
- あさひ美容外科
- エイブル
- スーパー玉出
- ケンウッド
- シャープ
- コニカ
- ペンタックス
- 武富士
- デサント
- セイコー
- 日東紅茶
- 常盤薬品
- ホワイトホース
- 武田薬品
- 森永製菓・森永乳業
- カルピス
- サムティ
- ニコン
- オンキヨー
- イオン
- アイスター
- 太陽楼
- 多聞酒造
- ヒューマンアカデミー
- 永大産業
- カプコン
- NTT